# グローバル・ポジショニング・システム ブロックIII
GPSブロックIII（過去にはブロックIIIAとも呼ばれていた）は、10基のGPSIII衛星で構成され、ナブスターGPSの運用継続を目的とするシステムである。ブロックIIIの10基すべての衛星および試験用テストベッドの設計、開発および製造は、ロッキード・マーティン社により行われた。最初の衛星は、2018年12月に打ち上げられた。最後の10回目のGPSブロックIIIの打ち上げは、2023年に予定されている。

## 歴史
アメリカのGPSが当初の設計目標に到達し、その完全作戦能力（Full Operational Capability）の達成が承認されたのは、1995年7月17日のことであった。しかしながら、技術のさらなる進歩および既存システムに対する新たな要求は、GPSシステムの近代化に向けたプロジェクトの必要性を生み出した。2000年、アメリカ議会は、「GPSIII」と呼ばれるプロジェクトを承認した。
このプロジェクトは、民間および軍の双方のGPS利用者向けの測位信号を追加装備した新しい地上局および衛星で構成され、すべての利用者においてGPSの精度および可用性を向上させることを目的としている。
2010年2月25日、次世代GPS運用制御システム（Next Generation GPS Operational Control System, OCX）の契約がレイセオン社との間で締結された。
このシリーズの最初の衛星は2014年に打ち上げられる予定であったが、大幅に遅延 し、2018年12月に延期された。

## 開発
ブロックIII衛星は、その主構造にロッキード・マーティン社のA2100 衛星バスを利用している。推進薬および気蓄タンクは、ノースロップ・グラマン・イノベーション・システムズ社製であり、軽量かつ高強度な複合材料で製造されている。また、ノースロップ・グラマン・アストロ・エアロスペースに社よって設計・製造された展張型JIBアンテナを8基搭載している。
2014年に予定されていた当初の計画からは大幅に遅れたものの、2016年4月27日、GPSIII衛星を目的の軌道に乗せるための打ち上げに関する8,270万ドルの固定価格契約がカリフォルニア州ホーソーンのスペースX社との間で締結された。その契約は、ロケットの製造、衛星の搭載、ならびにカリフォルニア州ホーソーン、フロリダ州ケープカナベラル空軍基地およびテキサス州マグレゴーで行われるGPSIII衛星の打ち上げを対象としたものであった。2016年12月、アメリカ空軍の全地球測位システム局（Global Positioning Systems Directorate）は、2018年春に最初の衛星を打ち上げると発表した。2017年3月、アメリカ会計検査院は、「GPSIII衛星および次世代GPS運用制御システム（OCX）ブロック0の打ち上げ制御・点検システムに技術的問題が生じており、計画どおりの2018年3月に最初のGPSIII衛星を打ち上げることは困難である」と発表した。この遅れには、いくつかの要因があったが、衛星に搭載された測位ペイロードの問題が主な原因であった。スペースX社によるファルコン9の試験および検証のため、打ち上げはさらに延期され、最終的には、2018年12月23日に打ち上げが行われた。2番目のGPSIII衛星は、2019年8月22日にデルタ Ⅳに搭載されて打ち上げられた。
ブロックIII衛星には、追加機能を組み込むためのさらなる改修が今後も予定されている。その機能には、捜索救難活動のためのDASS（Distress Alerting Satellite System, 遭難警報衛星システム）、指令およびデータ伝達の迅速化を図るための衛星間クロスリンクなどがある。
2016年9月21日、アメリカ空軍は、9番目と10番目のブロックIII衛星に関し、ロッキードマーティン社との3億9500万ドルのオプション契約を行使した。これらの衛星は、2022年までに打ち上げ準備が整うものと予想されている。
2021年度の国防総省の予算では、アメリカ宇宙軍の2つのGPSIIIシステムに18億ドルが割り当てられた。

## 新たな測位信号

### 民生用L2波信号（L2C）
新型のGPSシステムに関する最初の発表のひとつは、既存のC/A（Coarse Acquisition）信号が使用しているL1周波数に加えて、新たな民生用信号を送信できるようにするというものであった。L2周波数（1227.6 MHz）で送信されるこの信号は、L2C信号（第2民生周波数信号）と呼ばれることになった。この信号を送信できるのは、ブロックIIR-M以降の衛星である。当初の計画では、この信号は、新しい次世代GPS運用制御システム（ブロック1）が導入されるまで、測位データを含まないデフォルト・メッセージ（タイプ0）で構成されることになっていた。L2C測位データを運用できる次世代GPX運用制御システム（ブロック1）のサービス開始は、2016年2月に予定されていたが、その後、2022年以降に延期された。
次世代GPS運用制御システムのサービス開始の遅れに伴い、L2C信号は、そのシステムの実用化スケジュールから切り離されることとなった。L2C信号の送信機能を有するすべての衛星（2005年以降に打ち上げられたすべてのGPS衛星）は、2014年4月に民生用測位（civil navigation, CNAV）メッセージの送信を開始し、2014年12月には、空軍よる更新が常続的に行われるようになった。L2C信号が完全に機能するためには、少なくとも24基の衛星が必要であり、それが実現するのは、2021年になると予測されている。2017年10月の時点では、19基の衛星からL2C信号が送信されている。L2C信号は、高い測位精度を実現し、追跡が容易な信号を提供するとともに、局所的干渉が生じた場合の冗長信号としての機能を発揮する。
1基の衛星から2つの民生用周波数を送信することによる直接的な効果は、その衛星に生じている電離層遅延を直接測定し、補正できるようになることである。この測定ができない場合には、共通の測位誤差モデル、または別の情報源（衛星型補強系, Satellite Based Augmentation System）からの電離層補正信号が必要である。GPS衛星とGPS受信機双方の技術進歩に伴い、電離層遅延が、C/A信号に誤差を生じさせる最大の要因となっている。この測定ができる受信機は、2周波数GPS受信機と呼ばれる。技術的特徴は次のとおり。
- L2Cには、2つの異なる擬似乱数（PRN：pseudo-random number）シーケンスが含まれている。
  - CM（Civilian Moderate length code）は、10,230ビットの長さで、20 ミリ秒ごとに繰り返される。
  - CL（Civilian Long length code）は767,250ビットで、1,500ミリ秒ごとに（つまり、1.5秒ごとに）繰り返される。
  - それぞれの信号は511,500ビット/秒の速度で送信される。ただし、多重化によって、1,023,000ビット/秒の信号が形成される。
- CMには変調により、25ビット/秒の測位メッセージと前方誤り訂正が含まれているが、CLには追加の変調データが含まれていない。
- CLシーケンスは、非データ部分が長いため、L1 C/Aと比較して、相関的保護能力が約24dB向上（約250倍）する。
- L2Cの信号特性は、L1 C/Aと比較して、データリカバリが2.7dB、キャリアトラッキングが0.7dB向上する。
- L2C信号の送信電力は、L1C / A信号よりも2.3dB低い。
- 単一の周波数のみを利用した場合、L2Cの電離層誤差は、L1より65％大きくなる。

仕様：IS-GPS-200

### 軍事用信号（Mコード）
Mコードと呼ばれる新しい軍用信号は、新型GPSシステムの主要改善事項のひとつであり、軍用GPS信号の耐妨害性および秘匿性のさらなる改善を目的として設計された。Mコードは、従来の軍用コードであるP（Y）コードと同様に、L1およびL2周波数を用いて送信される。新しい信号は、その信号エネルギーの大部分がエッジ部分に配置されるようになっている（既存のP（Y）およびC/A搬送波から離隔している）。P（Y）コードとは異なり、Mコードは、自律的に機能する。つまり、利用者は、Mコード信号のみで位置を計算できる。P（Y）コードの受信機は、通常、最初にC/Aコードを捕捉し、その後P（Y）コードを捕捉する必要があった。
Mコードは、広角（フルアース）アンテナに加えて、高利得の指向性（スポットビーム）アンテナからも送信される。「スポットビーム」と呼ばれる指向性アンテナの信号は、特定の領域（直径数百キロメートルの範囲）に指向され、ローカル信号強度を20 dB増加（10倍の電圧場強度、100倍の出力に相当）させる。2つのアンテナがあることの副作用として、スポットビーム内に位置する受信機からは、同じ位置に2つのGPS衛星があるように見える。
フルアース・アンテナのMコード信号はブロックIIR-M衛星でも利用できるが、スポットビーム・アンテナの信号はブロックIII衛星でなければ利用できない。他の新しいGPS信号と同様に、Mコードも、次世代GPS運用制御システム（特にブロック2）に依存しているが、2016年10月に予定されていたそのシステムの運用開始は、2022年までずれ込んだ。さらに、その後の衛星打ち上げの遅れにより、さらなる遅れが見込まれている。
Mコードは、上記のほか、次のような特性を有する。
- 衛星は、2つのアンテナから2つの異なる信号を送信する。1つは地球全体をカバーするフルアース・アンテナであり、もう1つはスポットビーム・アンテナである。
- BOC変調（英語版）
- 24MHzの帯域幅を占有する。
- 新たな測位メッセージは、フレーム化に代えてパケット化されるようになったため、データ・ペイロードの柔軟性が向上している。
- 有効なデータ・チャネルが4つあり、各周波数および各アンテナから異なるデータを送信できる。
- エラー訂正コードを使用したエラー検出ができる。
- スポットビームの出力は、フルアース・ビームよりも約20dB強い。
- 地球表面におけるMコード信号の強度：フルアース・アンテナの場合は最大-158dBW、スポットビーム・アンテナの場合は最大-138dBW

### 高信頼性信号（L5）
高信頼性信号（Safety of Life）は、L5周波数（1176.45 MHz）で送信される民生用信号である。2009年、WAAS（Wide Area Augmentation System）衛星がL5信号のテスト送信を初めて行った。最初のGPSブロックIIF衛星であるSVN-62は、2010年6月28日以降、L5信号の送信を常続的に行っている。
GPSIIIの制御セグメントの完成の遅れに伴い、L5信号は、次世代GPS運用制御システムの導入スケジュールから切り離された。L5信号を送信できるすべての衛星（2010年5月以降に打ち上げられたすべてのGPS衛星）は、 2014年4月に民間用測位（CNAV）メッセージの試験送信を開始し、2014年12月には空軍による常続的なCNAVアップロードが開始された。L5信号が完全に機能するためには、少なくとも24機の衛星から信号が送信されなければならない。現在のところ、その実現は2024年になると予測されている。
2017年4月18日の時点では、12基の衛星からL5信号が送信されていた。
信号構造の改善による性能の向上
- L1やL2C信号よりも高い送信出力（約3 dB、または2倍）
- 広帯域化による10倍の処理利得
- 拡散コードの拡大（C/Aコードで用いられているものの10倍）
- 航空無線運航業務用として世界中で利用可能な周波数帯域を利用

仕様：IS-GPS-705

### 新たな民生用L1波信号（L1C）
L1Cは民生用信号であり、現在のすべてのGPS利用者が使用しているC/A信号と同じL1周波数（1575.42 MHz）で送信される。
L1Cの送信は、GPSIII制御セグメント（次世代GPS運用制御システム）ブロック1が運用可能になれば開始されることになっており、現在のところ、2022年のことになると予定されている。 L1C信号は、24基以上のブロックIII衛星から送信されるようになると完全作戦能力を達成する。現在のところ、それが実現するのは2020年代後半になると見込まれている。
- 運用開始後は、下位互換性が確保されたC/Aコードが提供される。
- 最低でも1.5dBのC/Aコード出力の増加が保証されており、ノイズフロアの増加が軽減される。
- 非データ信号コンポーネントには、衛星の追跡を容易にするためのパイロット信号が含まれている。
- ガリレオのL1との相互運用性が向上する。

仕様：IS-GPS-800

## 改善事項
地表面における信号出力の増大：
- Mコード：最大-158 dBW / 最大-138dBW
- L1およびL2：C/Aコード信号の場合は最大-157dBW、P（Y）コード信号の場合は最大-160dBW
- L5：最大-154dBW

エアロスペース・コーポレーション社（The Aerospace Corporation）の研究者たちがたどり着いた結論は、高出力のMコード信号を生成するための最も効率的な方法は、これまでのダウンリンク信号の特徴であった全地球のカバーを止めることであった。その代わりに、高利得アンテナを使用して、直径数百キロメートルの指向性スポットビームを生成することとした。当初、この提案は、計画されたブロックIIF衛星の改善案と見なされていた。しかしながら、検討の結果、展張可能な大型アンテナの追加に加え、運用制御セグメントにも変更が必要なことが判明したため、既存のシステムの改修による実現は困難であると判断された。
- NASAは、ブロックIII衛星へのレーザー・レトロリフレクターの搭載を要求した[38]。これは、無線信号とは無関係に衛星の軌道を追跡し、衛星の時計の誤差を天体歴の誤差から分離できるようにするためのものである。グロナスには標準で装備され、ガリレオにも装備される予定であるこの機能は、2つの旧型のGPS衛星（衛星35および36）にも、実験的に装備されていた[39]。

- アメリカ空軍は、GPSIII衛星の2回目の増加分から、アメリカ航空宇宙局との協力により、コスパス・サーサット衛星捜索救助システム（DASS）用ペイロードを搭載している。

## 制御セグメント
GPS運用制御セグメント（GPS Operational Control Segment, OCS）は、衛星運用センター、地上アンテナ、監視ステーションの世界的なネットワークで構成され、GPSブロックII衛星の指揮運用機能を提供する。2018年11月16日には、GPS運用制御セグメントの最新アップデートであるArchitectural Evolution Plan 7.5が搭載された。

### 次世代運用制御セグメント
2010年、アメリカ空軍は、GPS近代化事業の重要な部分を占める最新の制御セグメントについて、その開発計画を発表した。現在の運用制御システム（OCS）は、新型のシステムである次世代GPS運用制御システム（Next Generation GPS Operational Control System, OCX）が完全に開発され機能するまで、正式の地上制御システムとして機能し続ける。
次世代GPS運用制御システムの機能は、「ブロック」と呼ばれる3つの段階に区分して提供される。そのブロックには0から2までの番号が付けられている。それぞれのブロックが納入されるごとに、追加の機能が提供される。
2016年6月、米空軍は、議会に対し、次世代GPS運用制御導入事業の予測費用が42億5千万ドルを以上に上昇したことを正式に通知した。このことは、計画費用である34億ドルを25％上回り、ナン・マッカーディー制度に規定された重大な違反状態に該当することを意味する。違反につながった要因には、「事業開始時の不十分なシステム設計」、「サイバーセキュリティ要件の複雑さ」などがあった。2016年10月、国防総省はこの事業を正式に承認した。これは、重大な違反が発生した後も開発を継続できるようにするために必要な手続きであった。

#### ブロック0（発射および点検システム）
ブロック0は、GPSIII衛星の打ち上げおよび衛星バスの軌道上での点検に必要な最小限の機能を提供する。
2018年4月と5月にサイバーセキュリティ試験が実施され、新たな脆弱性がないことが確認された。
2018年6月、GPSIIIを用いた3回の統合打ち上げ予行に成功した。
2017年11月、アメリカ空軍は、ブロック0の納入を承認し、2018年12月の最初のGPS打ち上げ準備に使用した。

#### ブロック1（民生用GPSIII機能）
ブロック1は、ブロック0のアップグレード版であり、この時点で運用制御システムは、初期運用能力（Initial Operating Capability, IOC）を達成することになる。ブロック1の運用が開始されると、次世代GPS運用制御システムは、ブロックIIとブロックIIIの両方のGPS衛星を指揮統制し、民生用L1C信号の送信を開始できるようになる。
2016年11月、政府説明責任局は、GPSIIIPNT（Positioning Navigating Timing system）ミッションの開始が遅れている主な原因は、次世代GPS運用制御システム・ブロック1にあると報告した。
2018年9月、ブロック1の最終設計審査が完了した。ブロック1のソフトウェア開発は2019年に完了し、その後、2年半にわたるシステム試験が行われる予定である。

#### ブロック2（軍用GPSIII機能、民生用信号監視機能）
ブロック2は、軍事利用者向けの高度なMコード機能および民生用信号の性能を監視する機能を備えるためのアップグレードである。2017年3月、次世代GPS運用制御システムの納入スケジュールが再調整され、ブロック1と同時にブロック2が空軍に納入されることになった。2017年7月、さらに9か月間の計画遅延が発表された。その時点で発表された計画によると、ブロック2は、2022年4月に空軍に納入された。

### 暫定運用
GPSIIIの暫定運用は、GPS運用制御セグメントを更新することにより、GPSIII衛星からブロックIIFの時空間情報（Position, Navigation and Timing, PNT）を提供できるようにするものである。これにより、機能は限定されるものの、次世代GPS運用制御システム・ブロック1の運用開始（2022年度）を待たずとも、GPSIII衛星を活用することが可能となる。
2016年2月、アメリカ空軍は、この機能を実現するための9,600万ドルの契約を締結した。2018年9月現在、ソフトウェアの開発は完了しており、翌月に構成品との統合テストが行われた。 運用承認試験は、2020年1月に実施された。

### 導入スケジュール
| 年月       | 導入                                    | 衛星                | 衛星                             | 衛星                        | 備考                                                                         |
| 年月       | 導入                                    | 指揮運用            | 指揮運用                         | 測位データの送信            | 備考                                                                         |
| 年月       | 導入                                    | GPS運用制御システム | 次世代GPS運用制御システム        | 測位データの送信            | 備考                                                                         |
| ---------- | --------------------------------------- | ------------------- | -------------------------------- | --------------------------- | ---------------------------------------------------------------------------- |
| 2018年12月 | 次世代GPS運用制御システムブロック0      | ブロック II         | ブロックIII (発射および点検のみ) | ブロックII                  | GPS運用制御システムおよび次世代GPS運用制御システムを同時並行的に運用         |
| 2020年1月  | 暫定運用                                | ブロック II         | ブロックIII (発射および点検のみ) | ブロックII 及び ブロックIII | GPS運用制御システムおよび次世代GPS運用制御システムを同時並行的に運用         |
| 2023年1月  | 次世代GPS運用制御システムブロック1及び2 |                     | Block II & Block III             | ブロックII 及び ブロックIII | GPS運用制御システムの運用を停止。L1Cの送信を開始。GPSIIIの全機能発揮を達成。 |